# Cornelis de Bie (1621-1664)
Cornelis de Bie (Amsterdam, gedoopt op 30 juni 1622 - aldaar, 11 augustus 1664) was een kunstschilder uit de Nederlandse Gouden Eeuw.

## Biografie
De Bie was een zoon van zilversmid Cornelis Alexandersz. de Bie en Catharina Hendricksdr. ten Oever.
Het is niet duidelijk wie zijn leermeester was. Frans Hals wordt genoemd, maar dit wordt niet algemeen geaccepteerd. Het is waarschijnlijk dat hij zijn tijd als leerling heeft doorgebracht in Amsterdam. Hij trouwde in 1649. Op 22 april 1650 werd De Bie geregistreerd als poorter van Amsterdam.
De inventaris van De Bie toont kopieën van eigen werken en van collega’s, wat duidt op een atelierpraktijk gericht op het maken van kopieën.
De Bie was een volgeling van Jan van Goyen.
Hij was leermeester van zijn neef Hendrick ten Oever, en de Duitse broers Johann Heinrich en Theodor Roos.

## Werken
De Bie werd bekend als kunstschilder van genrestukken, landschappen, historische en Bijbelse voorstellingen. Zijn stijl was italianiserend

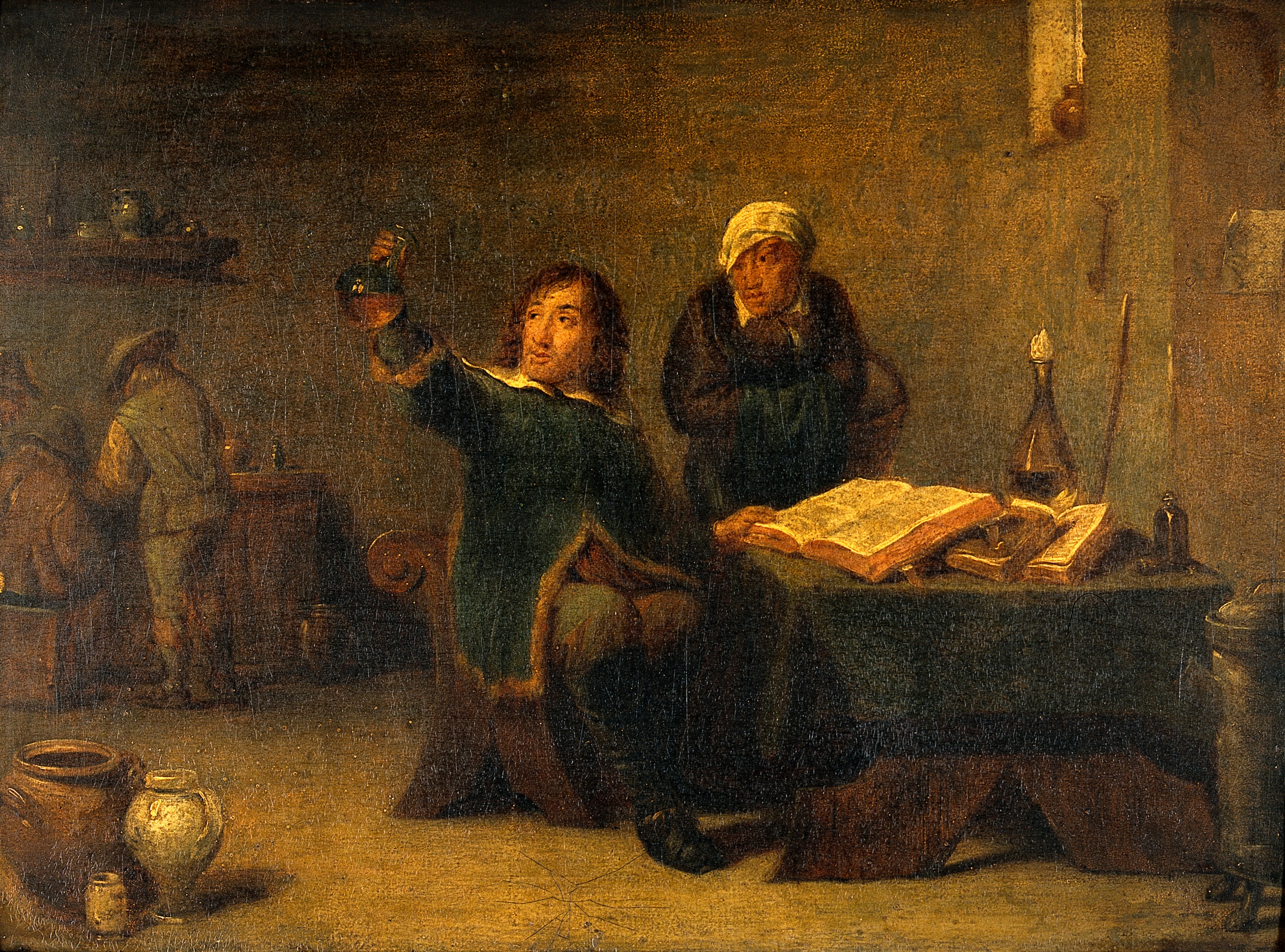
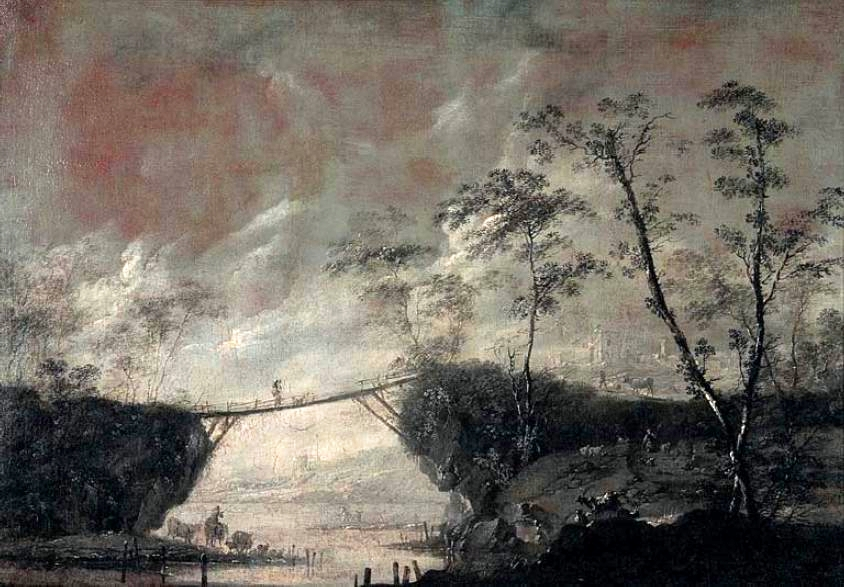

- Bibliothèque nationale de France: cb14969761t (data)
- Biografisch Portaal: 86405009
- RKD-Nederlands Instituut voor Kunstgeschiedenis: 8108
- Union List of Artist Names: 500010309
- Virtual International Authority File: 95743982